# Filip Stanković
Pour les articles homonymes, voir Stanković.
Filip Stanković (en serbe : Филип Станковић), né le 25 février 2002 à Rome en Italie, est un footballeur serbe qui évolue au poste de gardien de but au Venise FC.

## Biographie

### En club
Né à Rome en Italie, Filip Stanković est formé par l'Inter Milan. Il commence toutefois sa carrière professionnelle aux Pays-Bas, étant prêté le 4 août 2021 au FC Volendam pour une saison.
Il participe à la montée du club en première division à l'issue de la saison 2021-2022, le FC Volendam étant officiellement promu le 22 avril 2022, après une victoire face au FC Den Bosch (1-2),.
Lors de l'été 2022, le prêt de Stanković à l'Inter est prolongé d'une saison supplémentaire,.
Stanković découvre alors l'Eredivisie, l'élite du football néerlandais, jouant son premier match le 7 août 2022, lors de la première journée de la saison 2022-2023, face au FC Groningue. Il est titularisé ce jour-là et les deux équipes se neutralisent (2-2 score final).
De retour à l'Inter Milan à l'été 2023 à la fin de son prêt à Volendam, Stanković gagne du temps de jeu durant la préparation d'avant-saison avec le club milanais, notamment en raison du départ d'André Onana, qui était jusqu'ici titulaire. Le 11 août 2023, il est toutefois prêté à la Sampdoria Gênes, tout juste relégué en deuxième division.
Le 12 août 2024, Filip Stanković rejoint le Venise FC sous la forme d'un prêt d'une saison, avec obligation d'achat sous certaines conditions.
Le 23 juin 2025, Stanković rejoint définitivement Venise, le club levant l'option d'achat. Il signe alors un contrat de quatre ans, soit jusqu'en juin 2029.

### En sélection
Filip Stanković représente l'équipe de Serbie des moins de 17 ans. Il joue au total sept matchs avec cette sélection, tous en 2019.
Avec les moins de 19 ans il ne joue qu'un seul match, le 11 octobre 2019 face à la Lituanie. Les jeunes serbes s'imposent par huit buts à zéro ce jour-là.
Filip Stanković est convoqué pour la première fois avec l'équipe de Serbie espoirs en septembre 2022. Il joue son premier match avec les espoirs lors de ce rassemblement, le 27 septembre 2022, à l'occasion d'un match amical contre la Bulgarie. Il est titularisé et les deux équipes se neutralisent (1-1 score final).

## Vie privée
Filip Stanković est le fils de l'ancien footballeur international serbe Dejan Stanković et le neveu de l'ancien international slovène Milenko Ačimovič. Il est né à Rome lorsque son père évoluait sous les couleurs de la Lazio Rome.

## Statistiques
| Saison                | Club                  | Championnat           | Championnat | Championnat | Coupe(s) nationale(s) | Coupe(s) nationale(s) | Total | Total |
| Saison                | Club                  | Division              | M.          | B.          | M.                    | B.                    | M.    | B.    |
| 2021-2022             | FC Volendam (prêt)    | 2                     | 28          | 0           | 1                     | 0                     | 29    | 0     |
| 2022-2023             | FC Volendam (prêt)    | 1                     | 33          | 0           | 2                     | 0                     | 35    | 0     |
| Sous-total            | Sous-total            | Sous-total            | 61          | 0           | 3                     | 0                     | 64    | 0     |
| 2023-2024             | UC Sampdoria (prêt)   | 1                     | 38          | 0           | 0                     | 0                     | 38    | 0     |
| Sous-total            | Sous-total            | Sous-total            | 38          | 0           | 0                     | 0                     | 38    | 0     |
| Total sur la carrière | Total sur la carrière | Total sur la carrière | 99          | 0           | 3                     | 0                     | 102   | 0     |